# Vodní mor
Vodní mor (Elodea) je rod jednoděložných rostlin z čeledi voďankovité (Hydrocharitaceae). Jsou to vytrvalé sladkovodní byliny s jednoduchými vstřícnými nebo přeslenitými listy a trojčetnými květy otevírajícími se nad hladinou. Rod zahrnuje 5 druhů pocházejících z Ameriky. Některé druhy zdomácněly i v jiných oblastech světa, v České republice vodní mor kanadský.

## Popis
Vodní mory jsou vytrvalé sladkovodní byliny, kořenící ve dně, výběžky i oddenky chybí. Listy jsou jen ponořené, jsou jednoduché, přisedlé, v přeslenech nebo vstřícné. Čepele jsou celistvé, čárkovité až kopinaté. Jedná se většinou o dvoudomé rostliny s jednopohlavnými květy, jen vzácně jednodomé s oboupohlavnými květy. Květy jsou jednotlivé, v paždí listu, podepřené toulcovitým listenem, květy se rozvíjejí nad hladinou. Okvětí je rozlišeno na kalich a korunu. Kališní lístky jsou 3 v jednom přeslenu, korunní jsou také 3 v 1 přeslenu, většinou bílé. Tyčinek je nejčastěji 9, na bázi jsou nitkami někdy srostlé (hlavně vnitřní 3), někdy jsou přítomny patyčinky. Gyneceum je synkarpní, složené z 3 plodolistů. Semeník je spodní. Plodem je tobolka. Často převažuje vegetativní rozmnožování nad pohlavním.

## Rozšíření ve světě
Je známo asi 5 druhů, nejvíce v Severní Americe, Střední Americe a Jižní Americe, adventivně i jinde, např. v Evropě.

## Rozšíření v Česku
V ČR není původní žádný druh z rodu vodní mor (Elodea). Zcela však v ČR zdomácněl druh vodní mor kanadský (Elodea canadensis), který pochází ze Severní Ameriky. Dnes je to hojná vodní rostlina a patří mezi invazní druhy. Jen výjimečně byl v ČR nalezen také vodní mor americký (Elodea nuttallii), původem taktéž v Severní Americe.

## Seznam druhů
- Elodea bifoliata H. St. John – Severní Amerika
- Elodea callitrichoides Casp. – Jižní Amerika
- Elodea canadensis Michaux – původně Severní Amerika, adventivně Evropa, Asie, Austrálie
- Elodea nuttallii (Planchon) H. St. John – původně Severní Amerika, adventivně Evropa, Austrálie, Nový Zéland.
- Elodea potamogeton (Bertero) Espinosa – Jižní Amerika

Další uváděné druhy dle jiných pojetí taxonomie:
- Elodea brandegeeae
- Elodea columbiana
- Elodea densa
- Elodea fraseri
- Elodea ioensis
- Elodea linearis
- Elodea longivaginata
- Elodea minor
- Elodea nevadensis
- Elodea occidentalis
- Elodea planchonii
- Elodea schweinitzii